# 위키실험실
위키실험실은 위키미디어 재단이 운영하는 실험용 위키다.